# Brazil (Indiana)

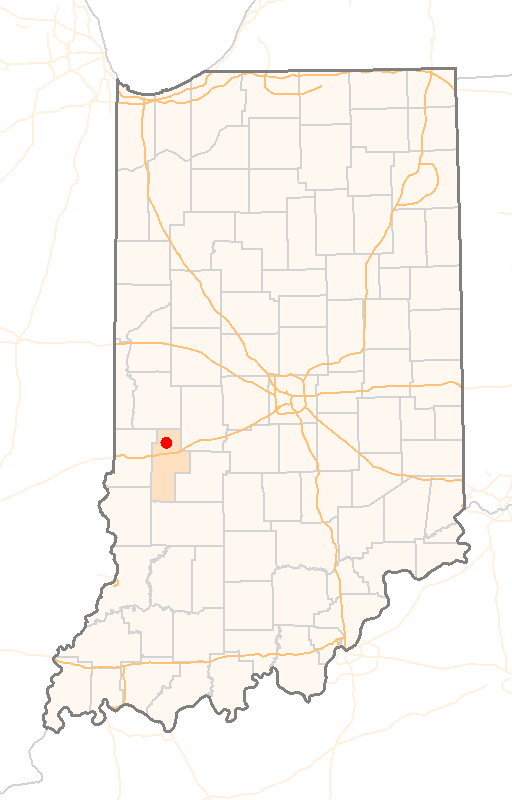
Miasto Brazil w stanie Indiana

Brazil – miasto w stanie Indiana w hrabstwie Clay w Stanach Zjednoczonych. Jest siedzibą władz hrabstwa Clay.

## Podstawowe dane
- Powierzchnia: 9,63 km²
- Ludność: 8214 (2023)[1]
- Burmistrz: Brian Wyndham (od XI 2011 r.)